# Vụ tấn công Quốc hội Ấn Độ 2001
Tấn công Quốc hội Ấn Độ năm 2001 diễn ra vào ngày 13 tháng 12 năm 2001 tại New Delhi. Thủ phạm là các phần tử khủng bố thuộc tổ chức Lashkar-e-Taiba (Let) và Jaish-e-Mohammed (JeM). Cuộc tấn công khiến 5 phần tử khủng bố, sáu nhân viên cảnh sát Delhi, hai nhân viên bảo vệ Quốc hội và một người làm vườn thiệt mạng, tổng cộng là 14 và làm gia tăng căng thẳng giữa Ấn Độ và Pakistan, dẫn đến bế tắc quân sự Ấn Độ-Pakistan kéo dài đến tháng 6 năm sau.

## Tấn công
Ngày 13 tháng 12 năm 2001, 5 phần tử khủng bố xâm nhập Tòa nhà Quốc hội trên một chiếc ô tô có nhãn hiệu của Bộ Nội vụ và Quốc hội. Mặc dù cả Rajya Sabha (thượng nghị viện) Lok Sabha (hạ nghị viện) đã hoãn họp 40 phút trước sự kiện, song nhiều nghị viên và quan chức chính phủ như Bộ trưởng Nội vụ LK Advani và Bộ trưởng Quốc phòng Harin Pathak được cho là vẫn ở trong tòa nhà tại thời điểm diễn ra tấn công. Có trên 100 người, bao gồm các chính trị gia chủ chốt ở bên trong tòa nhà nghị viện vào lúc đó. Các tay súng sử dụng nhãn dán nhận biết giả mạo trên ô tô mà họ lái và do đó xuyên thủng hàng rào an ninh triển khai quanh tổ hợp quốc hội. Các phần tử khủng bố mang các súng trường AK47, máy phóng lựu, súng ngắn và lựu đạn  Các sĩ quan cảnh sát Delhi tuyên bố rằng các tay súng nhận chỉ thị từ Pakistan và hoạt động được tiến hành theo hướng dẫn của Cơ quan Tình báo Liên quân (ISI) của Pakistan.
Các tay súng đâm xe của mình vào xe của Phó Tổng thống Ấn Độ Krishan Kant (khi đó ông ở trong tòa nhà), ra khỏi xe rồi bắt đầu xả súng. Các vệ sĩ của Phó Tổng thống và nhân viên an ninh bắn trả các phần tử khủng bố và sau đó bắt đầu đóng các cổng của khu nhà. Một cuộc tấn công tương tự được tiến hành tại nghị viện của Srinagar, Kashmir, vào tháng 11 năm 2001, khi có 38 người bị các phần tử khủng bố sát hại.

## Các nạn nhân
Cảnh sát Kamlesh Kumari Yadav là người đầu tiên phát hiện các phần tử khủng bố và bị họ bắn chết khi bà báo động. Áo choàng tự sát của một tay súng phát nổ khi ông ta bị bắt chết; bốn tay súng khác cũng bị giết. Có 5 cảnh sát, một bảo vệ Quốc hội, và một người làm vườn bị chết, và 18 người khác bị thương. Các bộ trưởng và nghị viên thoát nạn và không bị thương. Tổng cộng có 14 người thiệt mạng và ít nhất 22 người bị thương trong cuộc tấn công.

## Thủ phạm
Cảnh sát Delhi tuyên bố rằng 5 chiến binh tiến hành tấn công và tên được gán cho họ là 1.Hamza, 2. Haider alias Tufail, 3.Rana, 4. Raja và 5. Mohammed đều bị lực lượng an ninh hạ sát. Tòa án Ấn Độ nhận định rằng có thêm ba nhân vật nữa đã vượt biên (từ Pakistan), có tên là Maulana Masood Azhar, Ghazi Baba alias Abu Jehadi và Tariq Ahmed cũng tham dự chuẩn bị tấn công.

## Xét xử
Kết quả điều tra sâu rộng hành động tấn công cho thấy có khả năng can dự của bốn bị cáo mang tên Afzal Guru, Shaukat Hussain và S.A.R. Gilani và Navjot Sandhu hay Afsan. Một số người khác bị tuyên bố là tội phạm là các thủ lĩnh của tổ chức chiến binh bất hợp pháp mang tên Jaish-e-Mohammed. Sau khi kết thúc điều tra, cơ quan điều tra nộp báo cáo theo Điều 173 của Luật Tố tụng hình sự Ấn Độ 1973 chống bốn cá nhân bị cáo buộc vào ngày 14 tháng 5 năm 2002. Các lời buộc tội được đặt trong khung các điều khoản khác nhau của luật hình sự Ấn Độ, đạo luật Ngăn ngừa khủng bố năm 2002, và đạo luật Chất nổ.
Tòa án Đặc biệt được chỉ định có chủ tọa là S. N. Dhingra. Bị cáo được xét xử trong một phiên tòa kéo dài trong khoảng sáu tháng. 80 nhân chứng được thẩm vấn cho bên nguyên và 10 nhân chứng được thẩm vấn nhân danh bị cáo S.A.R. Gilani. Khoảng 300 văn kiện được đệ trình. Afzal Guru, Shaukat Hussain và S.A.R. Gilani bị kết án phạm tội theo các điều trong POTA và Đạo luật Chất nổ. Bị cáo 1 và 2 cũng bị kết án theo Điều 3(4) của POTA.
Bị cáo số 4 là Navjot Sandhu hay Afsan được trắng án trước các lời buộc tội ngoại trừ một cáo buộc theo điều 123 IPC theo đó cô bị kết tội và chịu án giam cầm nghiêm ngặt trong 5 năm và trả tiền phạt. Án tử hình được tuyên cho ba bị cáo khác do phạm tội theo điều 302 read with Section 120B IPC và điều 3(2) của POTA. Họ cũng bị kết án tù chung thân do tám tội theo các điều khoản của IPC, POTA và Đạo luật Chất nổ cùng nhiều khoản tiền phạt khác. Khoản tiền một triệu rupee Ấn Độ lấy từ tài sản của hai bị cáo Afzal Guru và Shaukat Hussain bị sung công cho nhà nước theo điều 6 của POTA.
Trong phiên phúc thẩm, tòa án tối cao sau đó tha bổng S. A. R Geelani và Afsan, song giữ án tử hình của Shaukat và Afzal. Tha bổng Geelani để một lỗ hổng trong bản tố tụng của cuộc tấn công nghị viện. Ông được trình bày như kẻ chủ mưu của toàn bộ cuộc tấn công. Geelani, một giảng viên trẻ tại Đại học Delhi nhận được ủng hộ từ các đồng nghiệp và bạn bè, những người chắc chắn rằng ông bị gán tội. Họ liên lạc với luật sư nổi tiếng Nandita Haksar và yêu cầu bà nhận vụ kiện.
Shaukat Hussain được phóng thích trước thời hạn chín tháng do "cư xử tốt".

## Phản ứng
Chính phủ Ấn Độ ban đầu cáo buộc Lashkar-e-Taiba và Jaish-e-Mohammed liên quan đến cuộc tấn công. Tuy nhiên, Lashkar-e-Taiba bác bỏ bất kỳ can dự trong sự kiện. Trong tháng 11 năm 2002, bốn thành viên JeM bị nhà cầm quyền Ấn Độ bắt giữ và đưa ra xét xử. Cả bốn người bị kết tội giữ các vai trò khác nhau trong sự kiện, tuy nhiên người thứ tư là Afsan /Navjot Sandhu, vợ của Shaukat Hussain (một trong số các bị cáo) bị cáo buộc phạm một tội nhỏ là giấu tin về âm mưu. Một trong các bị cáo là Afzal Guru bị kết án tử hình vì sự kiện này.
Các nhà lãnh đạo thế giới và các nhà lãnh đạo láng giềng của Ấn Độ lên án cuộc tấn công này. Ngày 14 tháng 12, Liên minh Dân chủ Quốc gia (NDA) cầm quyền tại Ấn Độ quy trách nhiệm về vụ tấn công cho các tổ chức Lashkar-e-Taiba và Jaish-e-Mohammed có căn cứ tại Pakistan. Bộ trưởng Nội vụ LK Advani tuyên bố, "chúng tôi nhận được một số manh mối về sự kiện hôm qua, nó thể hiện rằng một quốc gia láng giềng, và một số tổ chức khủng bố hoạt động tại đó phía sau họ", trong một ám chỉ gián tiếp đến Pakistan và các tổ chức khủng bố có căn cứ tại Pakistan.
Cùng ngày, Ấn Độ yêu cầu Pakistan thông qua Cao ủy nước này tại Ấn Độ rằng phải ngăn chặn các hành động của LeT và JeM, bắt thủ lĩnh của các tổ chức và hạn chế nguồn tài chính và khả năng tiếp cận của các nhóm với tài sản này. Đáp lại, quân đội Pakistan được đặt trong tình trạng báo động cao trong cùng ngày. Ngày 20 tháng 12, Ấn Độ huy động và triển khai binh sĩ đến Kashmir và Punjab, hành động huy động quân sự lớn nhất của Ấn Độ kể từ Chiến tranh Ấn Độ-Pakistan 1971.
Sau cuộc tấn công, nhiều nghi phạm bị bắt giữ, và trong tháng 12 năm 2002 có bốn thành viên Jaish-e-Mohammed bị kết án vì vai trò trong cuộc tấn công. nĂM 2003, Ấn Độ cho biết quân đội của họ đã giết chết người chủ mưu cuộc tấn công tại Kashmir.
Afzal Guru bị tòa án Ấn Độ kết án tử hình và dự kiến bị treo cổ. Gia đình ông đến New Delhi để gặp Tổng thống A.P.J Abdul Kalam nhằm thuyết phục được ân xá. Gia đình của một nạn nhân là Kamlesh Kumari Yadav nói rằng họ sẽ trả lại huân chương Ashoka Chakra nếu tổng thống chấp thuận. Cho đến tháng 4 năm 2007, Tổng thống A.P.J. Abdul Kalam, từ chối can thiệp quá trình xét xử.
Bản án dự kiến được tiến hành vào ngày 20 tháng 10 năm 2006, song Afzal được hoãn thi hành án song vẫn giữ án tử. Ngày 3 tháng 2 năm 2013, kiến nghị ân xá của ông bị Tổng thống Pranab Mukherjee bác bỏ. Ông bị treo cổ vào ngày 9 tháng 2 năm 2013.